# Hot Nasty Teen
Hot Nasty Teen är en svensk dramafilm från 2014 i regi av Jens Assur.

## Handling
Filmen handlar om en äldre affärsman (Brasse Brännström), som fungerar som hallick och mellanhand för ett nätverk av pedofiler, som han förser med unga flickor för sexuella tjänster. Han lever ett lyckligt familjeliv med sin ovetande hustru (Anki Lidén) och reser runt med sitt nya 15-åriga "fynd", kallad "Destiny" (Fanny Ketter), för att besöka ett antal ibland hårdhänta kunder ute i bygderna. Vad hon har för bakgrund eller livsomständigheter i övrigt framgår inte, men hon visar sig kunna vara en "nasty teen" mot en kund på mer än det förväntade sättet. Så rullar livet och affärerna ändå vidare till nya kunder.

## Om filmen
Filmen är 44 minuter lång och bygger på manus av Jens Assur och Pelle Rådström och med Jens Assur som regissör och producent. Den hade premiär på Sveriges Television 10 september 2014. Den blev Brasse Brännströms sista film.

## Medverkande
- Brasse Brännström – Affärsmannen
- Fanny Ketter – "Destiny"
- Anki Lidén – Hustrun
- Tomas Bolme – Kund
- Björn Granath – Kund
- Leif Andrée – Kund
- Shanti Roney – Kund
- Peter Carlberg – Kund

med flera